# Éliminatoires de la zone Océanie de la Coupe du monde de football 2026
Navigation
Éliminatoires de la Coupe du monde 2022

Europe • Afrique • Amérique du Nord, Amérique centrale et Caraïbes
Amérique du Sud • Asie • Océanie

Les éliminatoires de la zone Océanie pour la Coupe du monde 2026 sont organisés dans le cadre de la Confédération du football d'Océanie (OFC) et concernent 11 sélections nationales pour 1 place qualificative direct et 1 place de barragiste.

## Format
Le 4 septembre 2023, la FIFA précise le format de ces éliminatoires et modifie les dates de la compétition, qui se déroule entre septembre 2024 et mars 2025. Onze équipes seront engagées dans cette compétition prévue en trois tours :
- Des barrages préliminaires entre les quatre associations les moins bien classées au classement FIFA : un qualifié pour le tour suivant.
- Une phase de groupes avec huit équipes : les deux premiers de chaque groupe qualifiés.
- Des demi-finales.
- Une finale.

## Équipes engagées
Onze équipes de plein droit de l'OFC sont engagées dans ces éliminatoires.
- Îles Cook
- Fidji
- Îles Salomon
- Nouvelle-Calédonie
- Nouvelle-Zélande
- Papouasie-Nouvelle-Guinée
- Samoa
- Samoa américaines
- Tahiti
- Tonga
- Vanuatu

## Calendrier
La compétition se déroule entre septembre 2024 et mars 2025.

## Tournoi

### Premier tour
Le premier tour, disputé en septembre 2024, concerne les quatre équipes les moins bien placées de la zone au classement mondial FIFA. Elles s'affrontent en matchs simples à élimination directe. Le vainqueur final de ce tour préliminaire accède au second tour.

#### Tableau
|  | Demi-finales            | Demi-finales            | Demi-finales            | Demi-finales            |       |       | Finale                   | Finale                   | Finale                   | Finale                   |
|  |                         |                         |                         |                         |       |       |                          |                          |                          |                          |
|  | 7 septembre 2024 - Apia | 7 septembre 2024 - Apia | 7 septembre 2024 - Apia | 7 septembre 2024 - Apia |       |       | 10 septembre 2024 - Apia | 10 septembre 2024 - Apia | 10 septembre 2024 - Apia | 10 septembre 2024 - Apia |
|  | Îles Cook               | Îles Cook               | 1                       | 1                       |       |       | 10 septembre 2024 - Apia | 10 septembre 2024 - Apia | 10 septembre 2024 - Apia | 10 septembre 2024 - Apia |
|  | Îles Cook               | Îles Cook               | 1                       | 1                       |       |       | 10 septembre 2024 - Apia | 10 septembre 2024 - Apia | 10 septembre 2024 - Apia | 10 septembre 2024 - Apia |
|  | Tonga                   | Tonga                   | 3                       | 3                       |       |       | 10 septembre 2024 - Apia | 10 septembre 2024 - Apia | 10 septembre 2024 - Apia | 10 septembre 2024 - Apia |
|  | Tonga                   | Tonga                   | 3                       | 3                       | Tonga | Tonga | 1                        | 1                        |                          |                          |
|  | 7 septembre 2024 - Apia |                         |                         |                         | Tonga | Tonga | 1                        | 1                        |                          |                          |
|  |                         |                         | Samoa                   | Samoa                   | 2ap   | 2ap   |                          |                          |                          |                          |
|  | Samoa américaines       | Samoa américaines       | Samoa                   | Samoa                   | 2ap   | 2ap   | 0                        | 0                        |                          |                          |
|  | Samoa américaines       | Samoa américaines       |                         |                         |       |       |                          | 0                        |                          |                          |
|  | Samoa                   | Samoa                   | 2                       | 2                       |       |       |                          |                          |                          |                          |
|  | Samoa                   | Samoa                   | 2                       | 2                       |       |       |                          |                          |                          |                          |

#### Demi-finales préliminaires
| Match 1                       | Îles Cook  | 1 - 3   | Tonga                                         | National Soccer Stadium, Apia             |                                           |
| 6 septembre 2024 11h00 UTC+13 | Kumsuz 63e | (0 - 2) | 27e Tikoipau · 39e (pen.) Polovili · 79e Kefu | Spectateurs : 300 Arbitrage : Calvin Berg | Spectateurs : 300 Arbitrage : Calvin Berg |
| 6 septembre 2024 11h00 UTC+13 | Rapport    |         |                                               | Spectateurs : 300 Arbitrage : Calvin Berg | Spectateurs : 300 Arbitrage : Calvin Berg |

| Match 2                       | Samoa américaines | 0 - 2   | Samoa                         | National Soccer Stadium, Apia                |                                              |
| 6 septembre 2024 15h00 UTC+13 |                   | (0 - 0) | 59e (pen.) Tumua · 90+8e Vaai | Spectateurs : 600 Arbitrage : Norbert Hauata | Spectateurs : 600 Arbitrage : Norbert Hauata |
| 6 septembre 2024 15h00 UTC+13 | Rapport           |         |                               | Spectateurs : 600 Arbitrage : Norbert Hauata | Spectateurs : 600 Arbitrage : Norbert Hauata |

#### Finale préliminaire
| Match 3                       | Tonga        | 1 - 2 ap | Samoa                           | National Soccer Stadium, Apia                |                                              |
| 9 septembre 2024 15h00 UTC+13 | Sonasi 45+1e | (1 - 0)  | 82e Salisbury · 105+3e Faamatau | Spectateurs : 500 Arbitrage : Mederic Lacour | Spectateurs : 500 Arbitrage : Mederic Lacour |
| 9 septembre 2024 15h00 UTC+13 | Rapport      |          |                                 | Spectateurs : 500 Arbitrage : Mederic Lacour | Spectateurs : 500 Arbitrage : Mederic Lacour |

### Second tour
Les huit équipes sont réparties en deux groupes de quatre. Chaque équipe au sein d'un groupe affronte une fois les trois autres, en octobre et novembre 2024. Les deux premiers de chaque groupe se qualifient pour le troisième et dernier tour.

#### Groupe A
| Rang | Équipe                    | Pts | J | G | N | P | Bp | Bc | Diff |  | Résultats (▼ dom., ► ext.) |     |     |     |     |
| ---- | ------------------------- | --- | - | - | - | - | -- | -- | ---- |  | -------------------------- | --- | --- | --- | --- |
| 1    | Nouvelle-Calédonie        | 7   | 3 | 2 | 1 | 0 | 7  | 4  | +3   |  | Nouvelle-Calédonie         |     |     |     | 3-1 |
| 2    | Fidji                     | 5   | 3 | 1 | 2 | 0 | 5  | 4  | +1   |  | Fidji                      | 1-1 |     |     |     |
| 3    | Îles Salomon              | 3   | 3 | 1 | 0 | 2 | 4  | 5  | -1   |  | Îles Salomon               | 2-3 | 0-1 |     |     |
| 4    | Papouasie-Nouvelle-Guinée | 1   | 3 | 0 | 1 | 2 | 5  | 8  | -3   |  | Papouasie-Nouvelle-Guinée  |     | 3-3 | 1-2 |     |

##### 1rejournée
| 10 octobre 2024 | Nouvelle-Calédonie                                   | 3 - 1   | Papouasie-Nouvelle-Guinée | HFC Bank Stadium, Suva                                     |                                                            |
| 16h00 UTC+12    | Athale 20e (pen.) · Gope-Fenepej 45e · Haewegene 83e | (2 - 0) | 78e Semmy                 | Spectateurs : 1 000 Arbitrage : Campbell-Kirk Kawana-Waugh | Spectateurs : 1 000 Arbitrage : Campbell-Kirk Kawana-Waugh |
| 16h00 UTC+12    | Rapport                                              |         |                           | Spectateurs : 1 000 Arbitrage : Campbell-Kirk Kawana-Waugh | Spectateurs : 1 000 Arbitrage : Campbell-Kirk Kawana-Waugh |

| 10 octobre 2024 | Îles Salomon | 0 - 1   | Fidji       | HFC Bank Stadium, Suva                         |                                                |
| 19h00 UTC+12    |              | (0 - 1) | 13e Krishna | Spectateurs : 2 000 Arbitrage : Norbert Hauata | Spectateurs : 2 000 Arbitrage : Norbert Hauata |
| 19h00 UTC+12    | Rapport      |         |             | Spectateurs : 2 000 Arbitrage : Norbert Hauata | Spectateurs : 2 000 Arbitrage : Norbert Hauata |

##### 2ejournée
| 14 novembre 2024 | Îles Salomon       | 2 - 3   | Nouvelle-Calédonie                     | PNG Football Stadium, Port Moresby          |                                             |
| 13h00 UTC+10     | Lea'i 9e · Wae 39e | (2 - 1) | Athale 6e (pen.) 59e (pen.) · Waia 69e | Spectateurs : 1 000 Arbitrage : Calvin Berg | Spectateurs : 1 000 Arbitrage : Calvin Berg |
| 13h00 UTC+10     | Rapport            |         |                                        | Spectateurs : 1 000 Arbitrage : Calvin Berg | Spectateurs : 1 000 Arbitrage : Calvin Berg |

| 14 novembre 2024 | Papouasie-Nouvelle-Guinée         | 3 - 3   | Fidji                                      | PNG Football Stadium, Port Moresby             |                                                |
| 16h00 UTC+10     | Joe 2e · Kepo 45e · Gunemba 90+4e | (2 - 1) | Dunn 42e · Krishna 54e (pen.) · Nand 90+5e | Spectateurs : 1 428 Arbitrage : Matthew Conger | Spectateurs : 1 428 Arbitrage : Matthew Conger |
| 16h00 UTC+10     | Rapport                           |         |                                            | Spectateurs : 1 428 Arbitrage : Matthew Conger | Spectateurs : 1 428 Arbitrage : Matthew Conger |

##### 3ejournée
| 17 novembre 2024 | Fidji                | 1 - 1   | Nouvelle-Calédonie | PNG Football Stadium, Port Moresby           |                                              |
| 13h00 UTC+10     | Krishna 45+4e (pen.) | (1 - 0) | 59e Katrawa        | Spectateurs : 877 Arbitrage : Norbert Hauata | Spectateurs : 877 Arbitrage : Norbert Hauata |
| 13h00 UTC+10     | Rapport              |         |                    | Spectateurs : 877 Arbitrage : Norbert Hauata | Spectateurs : 877 Arbitrage : Norbert Hauata |

| 17 novembre 2024 | Papouasie-Nouvelle-Guinée | 1 - 2   | Îles Salomon              | PNG Football Stadium, Port Moresby                  |                                                     |
| 16h00 UTC+10     | Semmy 90+2e               | (0 - 1) | 41e David · 68e Lea'alafa | Spectateurs : 1 284 Arbitrage : Campbell-Kirk Waugh | Spectateurs : 1 284 Arbitrage : Campbell-Kirk Waugh |
| 16h00 UTC+10     | Rapport                   |         |                           | Spectateurs : 1 284 Arbitrage : Campbell-Kirk Waugh | Spectateurs : 1 284 Arbitrage : Campbell-Kirk Waugh |

#### Groupe B
| Rang | Équipe           | Pts | J | G | N | P | Bp | Bc | Diff |  | Résultats (▼ dom., ► ext.) |     |     |     |     |
| ---- | ---------------- | --- | - | - | - | - | -- | -- | ---- |  | -------------------------- | --- | --- | --- | --- |
| 1    | Nouvelle-Zélande | 9   | 3 | 3 | 0 | 0 | 19 | 1  | +18  |  | Nouvelle-Zélande           |     | 3-0 | 8-1 |     |
| 2    | Tahiti           | 6   | 3 | 2 | 0 | 1 | 5  | 3  | +2   |  | Tahiti                     |     |     | 2-0 |     |
| 3    | Vanuatu          | 3   | 3 | 1 | 0 | 2 | 5  | 11 | -6   |  | Vanuatu                    |     |     |     | 4-1 |
| 4    | Samoa            | 0   | 3 | 0 | 0 | 3 | 1  | 15 | -14  |  | Samoa                      | 0-8 | 0-3 |     |     |

##### 1rejournée
| 11 octobre 2024 | Nouvelle-Zélande                 | 3 - 0   | Tahiti | Stade Freshwater, Port-Vila                    |                                                |
| 13h00 UTC+11    | Just 2e · C.Wood 67e · Waine 89e | (1 - 0) |        | Spectateurs : 1 000 Arbitrage : Mederic Lacour | Spectateurs : 1 000 Arbitrage : Mederic Lacour |
| 13h00 UTC+11    | Rapport                          |         |        | Spectateurs : 1 000 Arbitrage : Mederic Lacour | Spectateurs : 1 000 Arbitrage : Mederic Lacour |

| 12 octobre 2024 | Vanuatu                                | 4 - 1   | Samoa       | Stade Freshwater, Port-Vila                      |                                                  |
| 15h00 UTC+11    | Cooper 7e · Alick 36e 57e · Kalo 90+1e | (2 - 0) | 54e Viliamu | Spectateurs : 3 000 Arbitrage : Ben Ariel Aukwai | Spectateurs : 3 000 Arbitrage : Ben Ariel Aukwai |
| 15h00 UTC+11    | Rapport                                |         |             | Spectateurs : 3 000 Arbitrage : Ben Ariel Aukwai | Spectateurs : 3 000 Arbitrage : Ben Ariel Aukwai |

##### 2ejournée
| 15 novembre 2024 | Samoa   | 0 - 3   | Tahiti                               | Waikato Stadium, Hamilton                     |                                               |
| 15h00 UTC+12     |         | (0 - 0) | 59e Kaspard · 65e Mathon · 87e Tehau | Spectateurs : 638 Arbitrage : Kavitesh Behari | Spectateurs : 638 Arbitrage : Kavitesh Behari |
| 15h00 UTC+12     | Rapport |         |                                      | Spectateurs : 638 Arbitrage : Kavitesh Behari | Spectateurs : 638 Arbitrage : Kavitesh Behari |

| 15 novembre 2024 | Nouvelle-Zélande                                                                  | 8 - 1   | Vanuatu   | Waikato Stadium, Hamilton                   |                                             |
| 18h30 UTC+12     | Garbett 11e · Wood 23e 24e · Bindon 31e 38e · Just 74e · Singh 82e · McCowatt 89e | (5 - 1) | 17e Tasip | Spectateurs : 10 113 Arbitrage : Ben Aukwai | Spectateurs : 10 113 Arbitrage : Ben Aukwai |
| 18h30 UTC+12     | Rapport                                                                           |         |           | Spectateurs : 10 113 Arbitrage : Ben Aukwai | Spectateurs : 10 113 Arbitrage : Ben Aukwai |

##### 3ejournée
| 18 novembre 2024 | Tahiti                                  | 2 - 0   | Vanuatu | Mount Smart Stadium, Auckland                |                                              |
| 15h00 UTC+12     | Spokeyjack 8e (csc) · Mathon 67e (pen.) | (1 - 0) |         | Spectateurs : 395 Arbitrage : Médéric Lacour | Spectateurs : 395 Arbitrage : Médéric Lacour |
| 15h00 UTC+12     | Rapport                                 |         |         | Spectateurs : 395 Arbitrage : Médéric Lacour | Spectateurs : 395 Arbitrage : Médéric Lacour |

| 18 novembre 2024 | Samoa   | 0 - 8   | Nouvelle-Zélande                                                                              | Mount Smart Stadium, Auckland              |                                            |
| 18h30 UTC+12     |         | (0 - 3) | 24e McCowatt · 28e 34e 60e Wood · 62e Stamenic · 75e de Vries · 87e Just · 90+2e (pen.) Waine | Spectateurs : 5 327 Arbitrage : Veer Singh | Spectateurs : 5 327 Arbitrage : Veer Singh |
| 18h30 UTC+12     | Rapport |         |                                                                                               | Spectateurs : 5 327 Arbitrage : Veer Singh | Spectateurs : 5 327 Arbitrage : Veer Singh |

### Troisième tour
Au terme de la phase de groupes, la Nouvelle-Calédonie première du groupe A affronte Tahiti deuxième du groupe B, tandis que le premier du groupe B, la Nouvelle-Zélande, affronte le deuxième du groupe A, les Fidji.
Le troisième tour se déroule en mars 2025 lors de la fenêtre prévue par le calendrier international, sur un site à déterminer. Les quatre équipes s’affrontent en matchs simples à élimination directe (demi-finales, finale). Le vainqueur se qualifie directement pour la Coupe du monde, tandis que le finaliste dispute les barrages intercontinentaux de la FIFA.

#### Tableau
|  | Demi-finales              | Demi-finales              | Demi-finales              | Demi-finales              |                    |                    | Finale                  | Finale                  | Finale                  | Finale                  |
|  |                           |                           |                           |                           |                    |                    |                         |                         |                         |                         |
|  | 21 mars 2025 - Wellington | 21 mars 2025 - Wellington | 21 mars 2025 - Wellington | 21 mars 2025 - Wellington |                    |                    | 24 mars 2025 - Auckland | 24 mars 2025 - Auckland | 24 mars 2025 - Auckland | 24 mars 2025 - Auckland |
|  | Nouvelle-Calédonie        | Nouvelle-Calédonie        | 3                         | 3                         |                    |                    | 24 mars 2025 - Auckland | 24 mars 2025 - Auckland | 24 mars 2025 - Auckland | 24 mars 2025 - Auckland |
|  | Nouvelle-Calédonie        | Nouvelle-Calédonie        | 3                         | 3                         |                    |                    | 24 mars 2025 - Auckland | 24 mars 2025 - Auckland | 24 mars 2025 - Auckland | 24 mars 2025 - Auckland |
|  | Tahiti                    | Tahiti                    | 0                         | 0                         |                    |                    | 24 mars 2025 - Auckland | 24 mars 2025 - Auckland | 24 mars 2025 - Auckland | 24 mars 2025 - Auckland |
|  | Tahiti                    | Tahiti                    | 0                         | 0                         | Nouvelle-Calédonie | Nouvelle-Calédonie | 0                       | 0                       |                         |                         |
|  | 21 mars 2025 - Wellington |                           |                           |                           | Nouvelle-Calédonie | Nouvelle-Calédonie | 0                       | 0                       |                         |                         |
|  |                           |                           | Nouvelle-Zélande          | Nouvelle-Zélande          | 3                  | 3                  |                         |                         |                         |                         |
|  | Nouvelle-Zélande          | Nouvelle-Zélande          | Nouvelle-Zélande          | Nouvelle-Zélande          | 3                  | 3                  | 7                       | 7                       |                         |                         |
|  | Nouvelle-Zélande          | Nouvelle-Zélande          |                           |                           |                    |                    |                         | 7                       |                         |                         |
|  | Fidji                     | Fidji                     | 0                         | 0                         |                    |                    |                         |                         |                         |                         |
|  | Fidji                     | Fidji                     | 0                         | 0                         |                    |                    |                         |                         |                         |                         |

#### Demi-finales
| 21 mars 2025 | Nouvelle-Calédonie                | 3 - 0   | Tahiti | Wellington Regional Stadium, Wellington |                             |
| 15h00 UTC+13 | Gope-Fenepej 50e 76e · Waya 90+1e | (0 - 0) |        | Arbitrage : CK Kawana-Waugh             | Arbitrage : CK Kawana-Waugh |
| 15h00 UTC+13 | Rapport                           |         |        | Arbitrage : CK Kawana-Waugh             | Arbitrage : CK Kawana-Waugh |

La Nouvelle-Calédonie a brillamment triomphé 3-0 face à Tahiti en demi-finale, avec un doublé de Gope-Fenepej. Cette victoire assure aux Calédoniens une place en finale,.
| 21 mars 2025 | Nouvelle-Zélande                                                       | 7 - 0   | Fidji | Wellington Regional Stadium, Wellington |                            |
| 19h00 UTC+13 | Wood 6e 56e 60e · Singh 16e · Bindon 23e · Payne 32e · Barbarouses 73e | (4 - 0) |       | Arbitrage : Norbert Hauata              | Arbitrage : Norbert Hauata |
| 19h00 UTC+13 | Rapport                                                                |         |       | Arbitrage : Norbert Hauata              | Arbitrage : Norbert Hauata |

La Nouvelle-Zélande a écrasé les Fidji 7-0 en demi-finale, avec un triplé de Wood. Menant déjà 4-0 à la mi-temps, les néo-zélandais ont continué à dominer la seconde période pour assurer leur large victoire se qualifiant ainsi pour la finale,.

#### Finale
La Nouvelle-Zélande s'est qualifiée pour la Coupe du monde 2026 en battant la Nouvelle-Calédonie 3-0 lors de la finale des qualifications de la zone Océanie, disputée à l'Eden Park d'Auckland. Les buts néo-zélandais ont été inscrits par Michael Boxall (61e), Kosta Barbarouses (66e) et Elijah Just (80e).
Cette victoire permet aux All Whites de participer à leur troisième phase finale de Coupe du monde, après celles de 1982 et 2010. De son côté, la Nouvelle-Calédonie conserve une chance de qualification en disputant les barrages intercontinentaux début 2026, où deux places supplémentaires sont en jeu.
| 24 mars 2025 | Nouvelle-Calédonie | 0 - 3   | Nouvelle-Zélande                        | Eden Park, Auckland                         |                                             |
| 19h10 UTC+13 |                    | (0 - 0) | 62e Boxall · 66e Barbarouses · 80e Just | Spectateurs : 25 132 Arbitrage : Ben Aukwai | Spectateurs : 25 132 Arbitrage : Ben Aukwai |
| 19h10 UTC+13 | Rapport            |         |                                         | Spectateurs : 25 132 Arbitrage : Ben Aukwai | Spectateurs : 25 132 Arbitrage : Ben Aukwai |